# Majoe & Jasko
Majoe & Jasko ist ein deutsches Rap-Duo aus Duisburg, das seit 2012 bei dem von Farid Bang gegründeten Label Banger Musik unter Vertrag steht.

## Bandgeschichte
Majoe (bürgerlich Mayjuran Ragunathan, * 1989 in Duisburg) ist ein Sohn tamilischer Einwanderer. Majoes Familie flüchtete vom Bürgerkrieg in Sri Lanka nach Deutschland. Jasko (bürgerlich Jasmin Nuradinović, * 1989 in Novi Pazar, SFR Jugoslawien) ist ein Sohn bosniakischer Einwanderer. Er flüchtete als Kind mit seiner Familie wegen der Jugoslawienkriege  nach Deutschland. Sie wuchsen beide in Duisburg auf und hatten einen ähnlichen Freundeskreis, in dem sie begannen zu rappen. Von Anfang an wurden sie so ein Team und drehten einige Videos, die sie über YouTube veröffentlichten. 2011 erschien im Eigenvertrieb ihre EP Übernahme. Außerdem erschien ein Video bei Halt die Fresse. So erregten sie die Aufmerksamkeit von Farid Bang, der sie als erste seines Labels Banger Musik unter Vertrag nahm. 2012 erschien so eine Neuveröffentlichung der EP. Als Support waren sie auf Farid Bangs Tour Der letzte Tag deines Lebens vertreten. Anschließend folgte das Debütalbum Mobbing Musik, das Platz 82 der deutschen Albencharts erreichte.
2014 kam der Song Beim nächsten Mal raus, der zusammen mit Majoe, Jasko und Kay One gerappt wurde. Am 5. September 2014 erschien Majoes Soloalbum Breiter als der Türsteher. In diesem Moment wurde das Rap-Duo vorzeitig aufgelöst. Der Grund dafür war das Desinteresse, welches Jasko am Musikmachen zeigte. Er hatte viel mit seiner Bar zu tun und war somit nicht auf die Musik angewiesen. Nach der Trennung brachte er 2016 sein erstes Soloalbum Wenn kommt, dann kommt raus.

## Diskografie
Alben
- 2012: Mobbing Musik, Label: Banger Musik (Groove Attack)
- 2013: Majoe Vs Jasko, Label: Banger Musik (Groove Attack)
- 2021: Lockdown, Label: Banger Musik (Groove Attack)

EPs
- 2011: Übernahme EP (Fatbeatz)
- 2012: Übernahme EP (Banger Edition)